# 國鐵戰後五大事故
國鐵戰後五大事故指的是日本國有鐵道在1949年（昭和24年）6月～1987年（昭和62年）4月間營業的鐵路路線及連絡船的事故中死傷人數最多之前五大。

## 五大事故概要

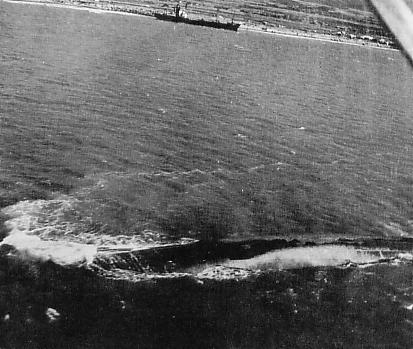
洞爺丸事故

- 櫻木町事故：1951年（昭和26年）4月24日，東海道本線（通称京濱線、現根岸線）櫻木町站發生的火災，死亡106人，傷92人。
- 洞爺丸事故：1954年（昭和29年）9月26日，航行於本州與北海道間的青函連絡船「洞爺丸」受颱風15号（洞爺丸颱風）吹襲而沉沒，其他幾艘貨船「日高丸」、「第11青函丸」、「北見丸」、「十勝丸」也沉沒，僅「洞爺丸」號死亡者就達1155人，共計死亡1430人；是世界迄今第四大海難。
- 紫雲丸事故（日语：紫雲丸事故）：1955年（昭和30年）5月11日發生。航行於四國與本州間的宇高連絡船「紫雲丸」與同航線貨船「第三宇高丸」相撞而沉沒，導致死亡166人、受傷122人。其中很多死者都是畢業旅行的小學生和中學生。
- 三河島事故：1962年（昭和37年）5月3日發生，在常磐線的三河島站有三列火車相撞，死亡160人、受傷296人
- 鶴見事故：1963年（昭和38年）11月9日發生，在東海道本線鶴見車站與新子安車站間三列火車相撞，死亡161人、負傷者120人。